# Thomaston (Connecticut)
Pour les articles homonymes, voir Thomaston.
Thomaston est une ville située dans le comté de Litchfield, dans l'État du Connecticut (États-Unis). Lors du recensement de 2010, sa population s’élevait à 7 887 habitants.

## Géographie
Selon le Bureau du recensement des États-Unis, la superficie de la municipalité est de 12,21 milles carrés (31,62 km2), dont 11,97 milles carrés (31 km2) de terres et 0,24 milles carrés (0,62 km2) de plans d'eau (soit 1,98 %).

## Histoire
Thomaston devient une municipalité en 1875. Elle doit son nom à l'horloger Seth Thomas (en).

## Démographie
Lors du recensement de 2010, la municipalité de Thomaston comptait 7 887 habitants, dont 1 910 dans le bourg de Thomaston (Thomaston CDP).
D'après le recensement de 2000, il y avait 7 503 habitants, 2 916 ménages, et 2 067 familles dans la ville. La densité de population était de 241,2 hab/km2. Il y avait 3 014 maisons avec une densité de 96,9 maisons/km2. La décomposition ethnique de la population était : 97,85 % blancs ; 0,60 % noirs ; 0,11 % amérindiens ; 0,49 % asiatiques ; 0,02 % natifs des îles du Pacifique ; 0,41 % des autres races ; 0,53 % de deux ou plus races. 1,45 % de la population était hispanique ou Latino de n'importe quelle race.
Il y avait 2 916 ménages, dont 34,3 % avaient des enfants de moins de 18 ans, 57,5 % étaient des couples mariés, 9,2 % avaient une femme qui était parent isolé, et 29,1 % étaient des ménages non-familiaux. 24,0 % des ménages étaient constitués de personnes seules et 9,7 % de personnes seules de 65 ans ou plus. Le ménage moyen comportait 2,57 personnes et la famille moyenne avait 3,07 personnes.
Dans la ville la pyramide des âges était 25,3 % en dessous de 18 ans, 6,2 % de 18 à 24, 33,2 % de 25 à 44, 23,2 % de 45 à 64, et 12,1 % qui avaient 65 ans ou plus. L'âge médian était 38 ans. Pour 100 femmes, il y avait 97,2 hommes. Pour 100 femmes de 18 ans ou plus, il y avait 94,8 hommes.
Le revenu médian par ménage de la ville était 54 297 dollars US, et le revenu médian par famille était 63 682 $. Les hommes avaient un revenu médian de 40 795 $ contre 31 744 $ pour les femmes. Le revenu par habitant de la ville était 24 799 $. 4,2 % des habitants et 3,3 % des familles vivaient sous le seuil de pauvreté. 5,8 % des personnes de moins de 18 ans et 4,5 % des personnes de plus de 65 ans vivaient sous le seuil de pauvreté.
| 1880  | 1890  | 1900  | 1910  | 1920  | 1930  |
| ----- | ----- | ----- | ----- | ----- | ----- |
| 3 225 | 3 278 | 3 300 | 3 533 | 3 993 | 4 188 |

| 1940  | 1950  | 1960  | 1970  | 1980  | 1990  |
| ----- | ----- | ----- | ----- | ----- | ----- |
| 4 238 | 4 896 | 5 850 | 6 233 | 6 276 | 6 947 |

| 2000  | 2010  | - | - | - | - |
| ----- | ----- | - | - | - | - |
| 7 503 | 7 887 | - | - | - | - |